# Quimbara
«Quimbara» es una canción interpretada por  Celia Cruz y  Johnny Pacheco. Escrita por el puertorriqueño Junior Cepeda, fue lanzada como el sencillo principal del álbum de estudio de Cruz y Pacheco Celia & Johnny (1974).

## Versiones de la canción
En 1997, el grupo estadounidense de salsa Dark Latin Groove grabó la canción en un dueto con la cantante puertorriqueña Ivy Queen, en su segundo álbum de estudio "Swing On". Esta versión de la canción alcanzó el número veinticinco en la lista Billboard Digital Tropical Songs en 2010.
En 2004, Gloria Estefan, Patti LaBelle y Arturo Sandoval cantaron la canción en ¡Azúcar!, un DVD musical en tributo a Celia Cruz.
La actriz estadounidense Jennifer Lopez interpretó la canción en vivo como parte del homenaje a Celia Cruz, durante los Premios American Music de 2013. Lopez también agregó la canción al setlist de su Residencia de Las Vegas, "All I Have".
En 2015, Ivy Queen volvió a interpretar la canción en un medley, junto con «Bemba colorá», en su noveno álbum de estudio Vendetta: The Project.
En 2020, NIA interpretó la canción en vivo durante la Gala 10 de Operación Triunfo 2020.

## Posicionamiento en listas
| Lista (2013)                          | Posición |
| ------------------------------------- | -------- |
| US Tropical Digital Songs (Billboard) | 15       |